# Беженешти (Васлуј)
Беженешти (рум. Bejenești) насеље је у Румунији у округу Васлуј у општини Лаза. Oпштина се налази на надморској висини од 169 m.

## Становништво
Према подацима из 2002. године у насељу је живело 53 становника, од којих су сви румунске националности.